# Secrétaire privé des affaires étrangères auprès du Premier ministre
Le secrétaire privé des affaires étrangères auprès du Premier ministre est un haut fonctionnaire du British Civil Service qui agit comme Private Secretary aux Affaires étrangères pour le  Premier ministre du Royaume-Uni. Le titulaire de ce poste est traditionnellement un membre de la British Diplomatic Service détaché au Bureau du Cabinet, et des rapports au directeur du Cabinet du Premier Ministre.

## Secrétaire privé des affaires étrangères
- 1950–1952 : David Hunt (en)
- 1952–1955 : Anthony Montague Browne (en)
- 1955–1957 : Guy Millard (en)
- 1957–1963 : Philip de Zulueta (en)
- 1963–1966 : Oliver Wright (en)
- 1966–1969 : Michael Palliser (en)
- 1969–1970 : Edward Youde
- 1970–1972 : Peter Moon (en)
- 1972–1974 : Thomas Bridges[1]
- 1974–1977: Patrick Wright[2]
- 1977–1979: Bryan Cartledge[3]
- 1979–1981: Michael Alexander[4]
- 1981–1984: John Coles (en)[5]
- 1984–1991: Charles Powell[6]
- 1991–1993: Stephen Wall (en)[7]
- 1993–1996: Roderic Lyne (en)[8]
- 1996–1999: Sir John Holmes[9]
- 1999–2001: John Sawers[10]
- 2001–2003: Francis Campbell (en)[11]
- 2002–2004: Matthew Rycroft (en)[12]
- 2004–2007: Antony Phillipson (en)
- 2007: Matthew Gould (en)
- 2007–2011: Thomas Fletcher (en)[13]
- 2011–2014: John Casson[14]
- 2014–présent: Nigel Casey[15]